# District de Xingbin
Le district de Xingbin (兴宾区 ; pinyin : Xīngbīn Qū) est une subdivision administrative de la région autonome du Guangxi en Chine. Il est placé sous la juridiction de la ville-préfecture de Laibin.

## Démographie
La population du district était de 960 000 habitants en 2000,dont 68.27 % de Zhuang, groupe ethnique principalement concentré dans cette région.